# Děnis Kokarev
Děnis Kokarev, rusky Денис Сергеевич Кокарев (* 17. června 1985, Tver, Sovětský svaz) je ruský hokejový útočník hrající v KHL za Dynamo Moskva.
S ruskou hokejovou reprezentací se stal v roce 2012 mistrem světa. Je též vítězem Gagarinova poháru z roku 2012 s Dynamem Moskva.